# China Northwest Airlines
Dit overzicht is mogelijk incompleet; u kunt helpen door het uit te breiden.

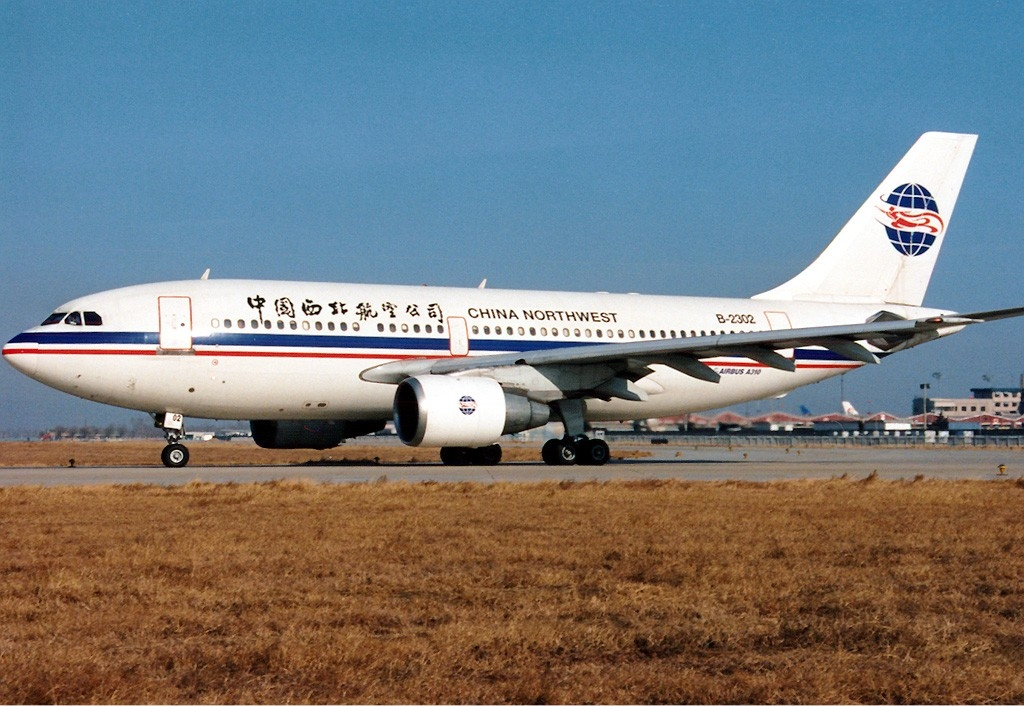
China Northwest Airlines

China Northwest Airlines is een voormalige luchtvaartmaatschappij uit de Volksrepubliek China. Samen met China Yunnan Airlines fuseerde het met China Eastern Airlines.

## Code
- IATA Code: WH

## Geschiedenis
Toen CAAC zich splitste in vijf grote luchtvaartmaatschappijen, was China Northwest een van de maatschappijen. De thuisbasis van de luchtvaartmaatschappij was Xi'an. De vloot bestond uit de BAe 146, Tupolev Tu-154, Airbus A310 en later de Airbus A320. De bestemmingen die werden aangedaan waren vooral binnenlands en een buitenlandse dienst naar Japan.